# مزاج (علم النفس)

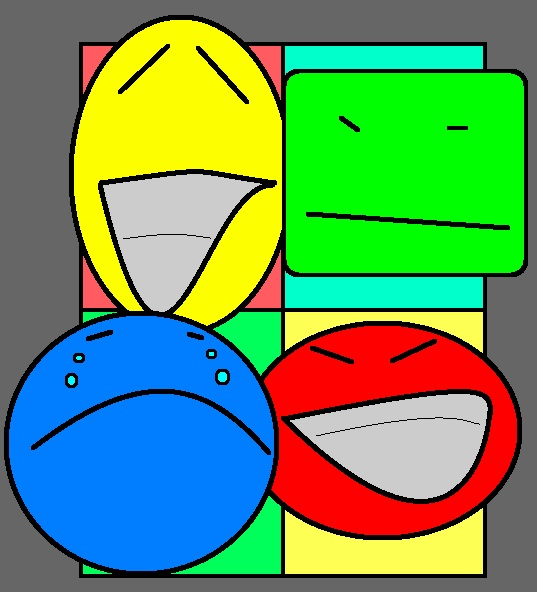

المزاج  أو الحالة المزاجية تختلف عن المشاعر في كونها أقل تحديدًا، وأقل انفعالية، وكونها لا تنجمُ عن محفِّز أو حدث معين. المزاج عامة إما أن يكون إيجابي أو سلبي وبتعبير أخر، ما يتحدث به الناس عادة عن حالتهم المزاجية إما في مزاج جيد أو في مزاج سيئ.
تختلف الحالة المزاجية أيضًا عن الطباع وسمات الشخصية، والتي تعد من الأمور التي تبقى لفترة أطول. ومع ذلك، فإن سمات الشخصية كالتفاؤل والعصبية تؤهب أنواع معينة من الأمزجة وتعتبر اضطرابات المزاج لفترة طويلة مثل الاكتئاب والهوس الاكتئابي اضطرابات المزاج والمزاج حالة شخصية داخلية ولكن في كثير من الأحيان يمكن الاستدلال عليه من الوضع والسلوكيات الأخرى. «كما يمكن أن نشعر بمزاج معين بسبب حدث غير متوقع، من السعادة برؤية صديق قديم إلى الشعور بالغضب عند اكتشاف خيانة شريك. فقد ننغمس فجأة بمزاج معين».
تشير البحوث أيضا أن مزاج الفرد يمكن أن يؤثر في فهمه للإعلان. وبالإضافة إلى ذلك، وجد أن المزاج يتفاعل مع الجنس للتأثير بطريقة تعامل المستهلك مع المعلومات.

## الجموع
في علم الاجتماع والفلسفة وعلم النفس السلوك يُعرف سلوك الحشد على أنه مزاج مشترك مُوجّه نحو مايثير الاهتمام.

## الأصل التاريخي
وتعود أصل الكلمة إلى الأنجليزية القديمة mōd المشتقة من الشجاعة العسكرية والتي يمكن أيضاً أن تُطلق على فكاهة الفرد ومزاجه وتصرفاته في وقت معين. في اللغة القوطية والمشتركة في الأصل"mōds" تترجم θυμός كل من «المزاج، الدافع» وὀργή «الغضب».

## قلة النوم
للنوم دور أساسي في مزاج الفرد. فإذا حرم الفرد من النوم يصبح أكثر انفعالية وغضباً، وأكثر عرضة للتوتر والضغط، وأقل نشاطاً على مدار اليوم. «وقد أظهرت الدراسات أن الحرمان من النوم ولو لجزء بسيط له تأثير كبير على المزاج. وجد الباحثون في جامعة بنسلفانيا (pennsylvania) أن الأفراد الذين كانت عدد ساعات نومهم في الليل 4.5 ساعات فقط في الأسبوع الواحد كانوا أكثر شعوراً بالتوتر والضغط والغضب والحزن، وكذلك أكثر ارهاقاً من الناحية العقلية. وعندما عاد الأفراد إلى النوم الطبيعي أصبح هناك تحسن واضح في المزاج.»

## الحالات الطبية
اكتئاب وتوتر مزمن وهوس اكتئابي وغيرها. تعتبر من اضطرابات المزاج. وقد اقترح أن هذه الاضطرابات ناتجة عن خلل في التوازن الكيميائي في الناقلات العصبية في الدماغ، ولكن بعض الأبحاث تتحدى هذه الفرضية.

## المزاج السلبي
كالمزاج الإيجابي، فالمزاج السلبي له انعكاسات هامة على صحة الإنسان النفسية والجسدية. الأمزجة عبارة عن حالات نفسية أساسية والتي يمكن أن تظهر كردة فعل لحدث ما أو تظهر لسبب غير ظاهر. وبما أنه ليس هناك سبب مقصود للشعور بمزاج سلبي فليس هناك وقت معين محدود البداية والنهاية لذلك. ربما يستمر لساعات أو لأيام أو لأسابيع أو أطول من ذلك. يمكن أن يؤثر المزاج السلبي في طريقة تفسير الأفراد وترجمتهم للعالم الخارجي المحيط بهم وأيضاً في توجيه سلوكهم.
ويمكن أن يؤثر المزاج السلبي في حكم الفرد وإدراكه للأشياء والأحداث. في دراسة قام بها نيدنثل وسيتيرلند (1994) Niedenthal and Setterlund، أظهرت البحوث أن الأفراد يقومون بإدراك الأشياء المتوافقه مع مزاجهم الحالي. المزاج السلبي، وغالباً الأقل حدة يمكن أن يتحكم في كيفية تصور البشر للعاطفة المتطابقة مع الأشياء والأحداث. فعلى سبيل المثال، استعمل نيدنثل وسيترليند الموسيقى لإحداث المزاج الإيجابي والمزاج السلبي. استعملت الموسيقى الحزينة كحافز لإحداث المزاج السلبي، كما وصف المشتركون أشياء أخرى على أنها سلبية. وهذا يبرهن بأن مزاج الفرد الحالي يؤثر عادة على حكم الفرد وإدراكه. وقد تقود هذه الأمزجة السلبية إلى حدوث مشاكل في العلاقات الاجتماعية. على سبيل المثال، النوع الأول من نظام التأقلم الخاطئ مع المزاج السلبي هو إستراتيجية المبالغة حيث يقوم الفرد بتهويل مشاعره السلبية من أجل الحصول على الدعم والتغذية الراجعة من الآخرين وضمان وجودهم من حوله. النوع الثاني من نظام التأقلم الخاطئ مع المزاج السلبي هو إستراتيجية العجز حيث يقوم الفرد بقمع مشاعره السلبية وإبعاد نفسه عن الآخرين وذلك لتجنب الإحباط والقلق الناجم عن عدم وجود الآخرين.
يرتبط المزاج السلبي بالاكتئاب والقلق والعدوانية وعدم تقدير الذات والتوتر الفسيولوجي وانخفاض في الرغبة الجنسية. ولكن هناك مايدل على أن المزاج المكتئب أوالقلق قد يزيد من الشهوة والرغبة الجنسية لدى بعض الأفراد. بشكل عام، كان الذكور أكثر من النساء زيادة في الدافع الجنسي أثناء حالات المزاج السلبي. يوصف المزاج السلبي بأنه غير بناء؛ لأنه يمكن أن يؤثر على قدرة الفرد في معالجة المعلومات مما يجعله يركز فقط على مرسل الرسالة، في حين أن أصحاب المزاج الإيجابي يعطون مزيداً من الاهتمام لكل من المرسل وسياق الرسالة. وهذا قد يسبب مشاكل في العلاقات الاجتماعية مع الأخرين.
كما أن المزاج السلبي كالقلق عادة ما يجعل الأفراد يسيئون تفسير الإشارات والحركات الجسدية. ووفقا «لجيري سولس»(Jerry Suls) وهو برفسور في جامعة «لوا»(Iowa)أن الأفراد المكتئبة والقلقة غالباً مايكونون في حالة تفكر. ومع ذلك، بالرغم من أن الحالات العاطفية للفرد يمكن أن تؤثر على التغيرات الجسدية إلا أن هؤلاء الأفراد لا يعانون من وساوس مرضية.
وبالرغم من أن الأمزجة السلبية توصف بالسئ عموماً، إلا أنه ليس كلها بالضرورة تكون مضرة ومؤذية. وينص نموذج تقليل الحالة السلبية (The Negative State Relief Model)على أن البشر لديهم دافع فطري للتقليل من المزاج السلبي. يستطيع الأفراد أن يقللوا من مزاجهم السلبي من خلال الانخراط في أي سلوك يرفع المزاج (وتسمى استراتيجيات إصلاح المزاج)كالسلوك المساعد فهو مرتبط بأمور إيجابية كالتبسم والشكر. لذلك يزيد المزاج السلبي من صفة المساعدة لأن مساعدة الأخرين يمكن أن تقلل من المشاعر السيئة لدى الفرد.

## المزاج الإيجابي
يمكن أن يكون سبب الشعور بالمزاج الإيجابي من مختلف جوانب الحياة وكذلك لها آثار معينة على الشعب ككل. ويعتبرالمزاج الجيد عادة حالة معينة تحدث بدون سبب معين فالأفراد لا يستطيعون التحديد تماماً لما هم في مزاج جيد. يبدو بأن الأفراد يشعرون بإيجابية عندما يكون لديهم فرصة أخرى أو بداية جديدة، وكذلك في حالة النوم الجيد، وأيضاً في حالة عدم الشعور بالتوتر والضغط في حياتهم.
فقد كانت هناك الكثير من الدراسات التي أجريت حول أثار المشاعر الإيجابية على العقل الإدراكي، كما توجد آراء أخرى تنص بأن المزاج الإيجابي يمكن أن يؤثر تأثيراً جيداً أو سيئاً على عقولنا. عموماً، قد تبين بأن المزاج الإيجابي يعزز من الحلول الإبداعية للمشكلات والتفكير المرن بل والتفكير الحذر. كما صرحت بعض الدراسات أن المزاج الإيجابي جعل الأفراد يفكرون بإبداعية وبحرية وبطريقة خيالية أكثر. كما يساعد أيضاً في حالات التفكير العميق والعصف الذهني وفي إحدى التجارب، تبين بأن الأفراد الذين تم حثهم للمزاج الإيجابي قد تحسن أداؤهم في اختبار المنتسبين عن بعد RAT)Remote Associates Task) وهي عبارة عن مهمة إدراكية تتطلب إبداعية في حل المشكلات. فضلا عن ذلك، تشير الدراسة أيضا ً بأن المزاج الإيجابي يوسع أو يزيد من الانتباه بحيث يكون الوصول للمعلومات التي يمكن أن تفيد في إتمام المهمة المضطلع بها يصبح أكثر سهولة. ونتيجة لذلك، فإن زيادة إمكانية الوصول للمعلومات ذات الصلة يسهل عملية حل المشكلة بنجاح.
وقد بُرهن أيضاً أن المزاج الإيجابي يظهر الأثار السلبية على الإدراك. ووفقاً للمقال «المزاج الإيجابي مرتبط ضمنياً باستخدام الإلهاء» يوجد دليل أيضاً يظهر تشوش أداء الأفراد في حالة المزاج الإيجابي على الأقل في حين وجود معلومات مُشتتة. يفيد المقال أن الأشياء الأخرى التي تقع في محيط أصحاب المزاج الإيجابي يمكن بسهولة تشتيت مثال على ذلك، إن كنت تحاول الدراسة في المكتبة (اعتباراً أنك في مزاج إيجابي) فإنك باستمرار تنظر إلى الأفراد الذين يمشون حولك أو يصدرون ضوضاء بسيط. فتفيد الدراسة أنه سيكون من الأصعب على الأمزجة الإيجابية التركيز على المهمة الحالية، على وجه الخصوص، الناس السعيدة يمكن أن يكونوا أكثر حساسية للنتائج الممتعة لمعالجة الرسالة من الناس الحزينة. وهكذا، فأن من المتوقع أن تقود الأمزجة الإيجابية إلى تناقص المعالجة فقط في حالة التفكير بالرسالة التي تهدد المزاج. في المقابل، إذا كانت معالجة الرسالة تسمح للفرد بالحفاظ أو تعزيز الحالة المزاجية الممتعة لذا فالمزاج الإيجابي ينبغي ألا يؤدي إلى اخفاض مستويات التدقيق في الرسالة من المزاج السلبي. ومن المفترض أن المعلومات الأولية فيما يتعلق بالمصدر سواء يؤكد أو لا يؤكد التوقعات التي تتوافق مع المزاج. تحديداً، قد يؤدي المزاج الإيجابي إلى التوقع بتوقعات إيجابية أكثر في ما يتعلّق بالمصدر الموثوق والمحبب من المزاج السلبي. ونتيجة لذلك، فإنه من المفترض أن يكون الأفراد أصحاب المزاج الإيجابي أكثر تفاجاً حينما يواجهون مصدر غير موثوق أو مكروه بدلاً من مصدر موثوق أو محبب.

## الابتسامة
وجد علماء النفس أنه حتى وإن كنت في مزاج سيئ، فإنه يمكنك على الفور رفع معنوياتك عن طريق إجبار نفسك على الابتسامة."  وقد أظهرت عدداً كبيراً من الدراسات البحثية بأن التعبير بالوجه، مثل التبسم، يمكن أن يحدث آثاراً على الجسم تكون مماثلة لتلك التي تنجم عن العاطفة الحقيقية، مثل السعادة. وقد درس "بول إيكمان "(Paul Ekman) وزملائه تعابير الوجه للعواطف والأحاسيس وقاموا بربط عواطف معينة بحركة عضلات معينة في الوجه. فكل إحساس مصاحب لتعبير محدد في الوجه. فردود الأفعال الحسية للتعابير ترتبط بالأحاسيس العاطفية. مثال: إن أردت أن تشعر بالسعادة فابتسم. تعابير الوجه لها تأثير كبير والسعادة التي تأتي تؤثر على مزاجك. وقد وجد إيكمان Ekman أنّ هذه التعبيرات العاطفية عالميّة ويمكن تمييزها عبر الثقافات المختلفة على نطاق واسع.

## المزاج الاجتماعي
فكرة المزاج الاجتماعي «كحالة ذهنية مشتركة»(نوفسنقر 2005 Nofsinger; ألسون 2006 Olson) تنسب إلى روبرت بريتشتر (Robert Prechter) في المجال الذي قام بتطويره وهو مجال مشتق من نظرية أن المزاج الاجتماعي يحفز خاصية العمل الاجتماعي. واستعملت الفكرة بشكل أساسي في المجال الاقتصادي (الاستثمارات).